# Louise Zeller

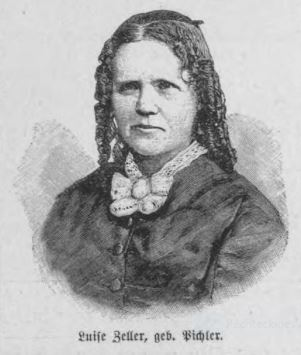
Louise Zeller

Louise Zeller, geborene Pichler (* 16. Januar 1823 in Wangen bei Göppingen (Württemberg); † 20. November 1889) war eine deutsche Autorin historischer Romane.

## Leben und Wirken
Die als Tochter eines Pfarrers am 16. Januar 1823 geborene Louise Pichler veröffentlichte bis Ende der 1850er Jahre Romane und Erzählungen unter ihrem Geburtsnamen. Nach ihrer Heirat erschienen auch die früheren Werke unter ihrem heute bekannteren Namen Louise Zeller. Ihre Werke erfreuten sich auch über den deutschen Sprachraum hinaus überraschender Verbreitung. So wurde sie von Adrianus Johannes Hubertus van der Sloot ins Niederländische übersetzt und durch eine Schweizer religiöse Vereinigung in Lausanne mit ihrer Novelle Le fils d'adoption. Episode le la guerre de trente ans, (Toulouse 1857) gar ins Französische.
Pichler, die aus ärmeren Verhältnissen stammte, konnte mit ihren Werken ihre Familie finanziell unterstützen. Lange Zeit wohnte sie in Tübingen, wo sie eine Nachbarin von Ottilie Wildermuth war. Nach ihrer Heirat beschränkte sie sich – bis auf die Veröffentlichung einiger neuer Werke – darauf, ihrem Mann den Haushalt zu führen. Dessen ungeachtet erschien Die letzten Grafen von Achalm noch elf Jahre nach ihrem Tod 1889 posthum.
Laut Hartmut Eggert bestand eines ihrer Kennzeichen darin, sich im Gegensatz zum gängigen historischen Roman ihrer Zeit nicht nur auf einen Haupthelden zu konzentrieren, sondern noch eine nicht unwesentliche Nebenhandlung zu entwerfen. Spätestens seit Ende der 1850er Jahre drängte sich – wie in der Mehrheit des damaligen Genre – ein nicht zu übersehender patriotischer Grundton in ihren Büchern in den Vordergrund. Alle ihre Romane und Erzählungen spielten vor dem Hintergrund ihrer Heimat Württemberg und im Umfeld der Staufer, wobei sie in der ersten Hälfte ihres Schaffens das Mittelalter und in der zweiten Hälfte die Frühe Neuzeit bevorzugte.

## Werke (Auswahl)
- Der Kampf um Hohentwiel. Eine geschichtliche Erzählung, Steinkopf. Stuttgart 1847. (Digitalisat)
- Friedrich von Hohenstaufen der Einäugige. Historischer Roman, Herbig, Leipzig 1853. (Digitalisat von Band 2)
- Der letzte Hohenstaufe. Historischer Roman, Herbig, Leipzig 1855–1856. (Digitalisat Band 1 1855), (Digitalisat Band 2 1855), (Digitalisat Band 3 1856)
- Heinrich des Vierten Vermählung mit Bertha von Susa, Historischer Roman, Herbig, Leipzig 1856. (Digitalisat Band 1), (Band 2)
- Le fils d'adoption. Episode le la guerre de trente ans, Toulouse 1857
- Aus böser Zeit. Vaterländischer Roman aus dem 30jährigen Kriege, Herbig, Leipzig 1859. (Digitalisat Band 1), (Band 2)
- Vergangene und vergessene Tage. Ein vaterländischer Roman aus den französischen Raubkriegen des 17. Jahrhunderts, Grunow, Leipzig 1860. (Digitalisat)
- Die Kaiserbraut. Historischer Roman, Grunow, Leipzig 1864. (Digitalisat Band 1), (Band 2)
- Die letzten Grafen von Achalm, Geschichtliche Erzählung, Fleischhauer & Spörer, Stuttgart 1900